# Calomicrus collaris
Calomicrus collaris es un coleóptero de la familia Chrysomelidae.
Fue descrita científicamente por primera vez en 1984 por Kimoto.